# Gonomyia recurvispina
Gonomyia recurvispina är en tvåvingeart som beskrevs av Alexander 1948. Gonomyia recurvispina ingår i släktet Gonomyia och familjen småharkrankar. Inga underarter finns listade i Catalogue of Life.